# Braden, Tennessee
Braden, Tennessee (енгл. Braden) град је у америчкој савезној држави Тенеси.

## Демографија
По попису из 2010. године број становника је 282, што је 11 (4,1%) становника више него 2000. године.
| Група             | 2000.       | 2010.       |
| Белци             | 246 (90,8%) | 244 (86,5%) |
| Афроамериканци    | 19 (7,0%)   | 30 (10,6%)  |
| Азијати           | 0 (0,0%)    | 2 (0,7%)    |
| Хиспаноамериканци | 1 (0,4%)    | 5 (1,8%)    |
| Укупно            | 271         | 282         |